# Hexacentrus
Hexacentrus is een geslacht van rechtvleugeligen uit de familie sabelsprinkhanen (Tettigoniidae). De wetenschappelijke naam van dit geslacht is voor het eerst geldig gepubliceerd in 1831 door Serville.

## Soorten
Het geslacht Hexacentrus omvat de volgende soorten:
- Hexacentrus alluaudi Bolívar, 1906
- Hexacentrus australis Redtenbacher, 1891
- Hexacentrus bilineata Montrouzier, 1855
- Hexacentrus borneensis Willemse, 1961
- Hexacentrus brachypterus Karny, 1926
- Hexacentrus dorsatus Redtenbacher, 1891
- Hexacentrus elegans Redtenbacher, 1891
- Hexacentrus expansus Wang & Shi, 2005
- Hexacentrus femoralis Dohrn, 1905
- Hexacentrus fruhstorferi Dohrn, 1905
- Hexacentrus fuscipes Matsumura & Shiraki, 1908
- Hexacentrus inflatissimus Gorochov & Warchalowska-Sliwa, 1999
- Hexacentrus inflatus Redtenbacher, 1891
- Hexacentrus japonicus Karny, 1907
- Hexacentrus karnyi Griffini, 1909
- Hexacentrus major Redtenbacher, 1891
- Hexacentrus maximus Karny, 1907
- Hexacentrus mundurra Rentz, 2001
- Hexacentrus mundus Walker, 1869
- Hexacentrus pusillus Redtenbacher, 1891
- Hexacentrus spiniger Karny, 1920
- Hexacentrus stali Krauss, 1904
- Hexacentrus unicolor Serville, 1831
- Hexacentrus yunnaneus Bey-Bienko, 1962